# Districtul Zhabei
Zhabei (闸北区 în chineză, Zháběi în pinyin) este o zonă și un fost district destul de central din Shanghai, Republica Populară Chineză, înainte de 4 noiembrie 2015, când a fost comasat în districtul mai mic dar mai central Jing'an. Este locația gării centrale din Shanghai.